# Turdoides reinwardtii
Turdoides reinwardtii е вид птица от семейство Leiothrichidae.

## Разпространение
Видът е разпространен в тропическите райони на Югоизточна Азия. Среща се в Западна Африка от Сенегал до Камерун.